# Stenochilus crocatus
Stenochilus crocatus is een spinnensoort uit de familie Stenochilidae. De soort komt voor in Myanmar, Cambodja en Sri Lanka.